# Бейт-Альфа (кибуц)
Бейт-Альфа (ивр. בית אלפא‎) — кибуц на севере Израиля, основанный в 1922 году выходцами из Польши, относящийся к региональному совету Гильбоа. Расположен к востоку от Изреельской долины в долине Харод у подножия хребта Гильбоа, в непосредственной близости от национального парка Ган Ха-Шлоша. Около кибуца проходит шоссе 71 (Бейт-Шеан — Афула). Кибуц находится на высоте 84 метра ниже уровня моря.

## История
На месте будущего кибуца в VI веке располагалось еврейское поселение, центром которого являлась синагога Бейт-Альфа. В дальнейшем на месте еврейского поселения возникла мусульманская деревня «Бейт-Ильфа». 4 ноября 1922 года поселенцы из молодёжной организации Ха-шомер ха-цаир из Польши построили современный кибуц «Бейт-Альфа», назвав его по имени соседней заброшенной арабской деревни Хирбет-Бейт-Ильфа.
Основатели получили первый опыт строительства в 1921 году, когда они участвовали в создании кибуца Гева. Поначалу условия строительства были очень тяжёлыми, так как поселенцы страдали от малярии из-за непосредственной близости болота. В апреле 1927 года кибуц посетил президент Чехословакии Томаш Масарик. Это был первый визит главы иностранного государства на территорию Британского мандата в Палестине. В 1928 году члены соседнего кибуца Хефциба обнаружили между двумя кибуцами остатки синагоги Бейт-Альфа, относящейся к византийскому периоду. Во время арабских беспорядков 1929 года кибуц подвергся нападению и его поля были уничтожены. Когда в апреле 1936 года произошло арабское восстание, арабы снова подожгли окружающие кибуц поля.
В 1940 году некоторые из членов кибуца, связанные с Ха-шомер ха-цаир, перешли в кибуц Рамат-Йоханан в обмен на сторонников партии Мапай из Рамат-Йоханан. По данным Еврейского национального фонда, этот шаг был вызван идеологическим расколом между Ха-шомер ха-цаир и Мапай. В последующие годы кибуц был одной из баз, активно используемых еврейской военизированной организацией «Хагана».

## Население
По данным Центрального статистического бюро Израиля, население на начало 2020 года составляло 1 075 человек.

## Экономика
Молочные фермы были первыми в Израиле, использующими роботизированную технологию доения. В Бейт-Альфа находится три птицефабрики, в которых яйца собираются централизованно на конвейере для яиц. Мебельная фабрика в Бейт-Альфа производит индивидуальную мебель для дома и офиса и является официальным поставщиком для Министерства обороны Израиля.
В кибуце работает гостевой дом с 37 номерами, пять из них с доступом для инвалидных колясок.

## Известные жители
- Гури, Хаим — израильский поэт, прозаик, журналист и кинорежиссёр, лауреат Премии Израиля[10].
- Рапопорт, Гавриель[ивр.][10] — боец и командир Пальмаха, лётчик, основатель поисково-спасательного подразделения Израиля.
- Хейман, Нахум — поэт-песенник, лауреат Премии Израиля.
- Шахам, Рина — израильская танцовщица, хореограф и балетмейстер.